# Служители дьявола
«Служители дьявола» (англ. Spellbinder) — фильм режиссёра Джанет Грик, выпущенный в 1988 году.

## Сюжет
Всё начинается с того, что Джефф и его друг спасают девушку по имени Миранда от её жестокого бойфренда. Зная, что Миранде некуда идти, парень приглашает девушку к себе. Вскоре однако Джефф узнаёт, что она ведьма, сбежавшая с шабаша. Но другие ведьмы не хотят отпускать Миранду и требуют, чтобы она присутствовала на некоем жертвоприношении ночью после зимнего солнцестояния. Девушка рассказывает про свою беду Джеффу, скрывая от него некоторые подробности. Парень с готовностью соглашается помочь ей, не подозревая, что втянут в опасные игры ведьм.

## В ролях
- Тим Дейли — Джефф Миллз
- Келли Престон — Миранда Рид
- Рик Россович — Дерек Клейтон
- Одра Линдли — миссис Уайт
- Энтони Кривелло — Олдис
- Кэри-Хироюки Тагава — лейтенант Ли
- Диана Беллами — Грейс Вудс
- Джеймс Уоткинс — Тим Везерли
- Кайл Т. Хеффнер — Херби Грин
- М. К. Гейни — Брок
- Стефан Гираш — Эдгар Де Витт
- Родерик Кук — Эд Кеннерле
- Карен Диана Болдуин